# Mystique Ro
Mystique Ro, née le 18 juillet 1994 à Nokesville, est une skeletoneuse américaine. 

## Carrière sportive
Mystique Ro est la deuxième aînée d'une fratrie de onze enfants. Elle obtient son diplôme en 2016 à l'Université Queens de Charlotte en Caroline du Nord, où elle pratique l’athlétisme.
Elle commencé le Skeleton en niveau international à partir de 2017 et fait ses débuts en Coupe du monde en janvier 2023 ; après avoir obtenu deux médaille d'argent sur les épreuves de La Plagne et Lillehammer et le bronze à Altenberg, elle devient en mars 2024 la première Américaine à remporter une course de Coupe du monde huit ans après Anne O'Shea. Elle se classe 12e de la saison 2023/2024.
Lors des championnats du monde 2025, elle remporte la médaille d'argent en individuelle devancée de 67 centièmes par la Néerlandaise Kimberley Bos; Lors de l'épreuve du relais mixte, elle remporte l'or avec Austin Florian.

## Palmarès

### Championnats du monde
- :  médaille d'or en relais mixte en 2025.
- : médaille d'argent en individuel en 2025.

### Coupe du monde
- 4 podiums individuels : 1 victoire, 3 deuxièmes places et 1 troisièmes places.
- 2 podium en épreuve mixte :  1 deuxième place et 1 troisièmes places.

#### Détails des victoires en Coupe du monde
| Édition   | Piste       | Total |
| 2023-2024 | Lake Placid | 1     |